# Deportes de fuerza

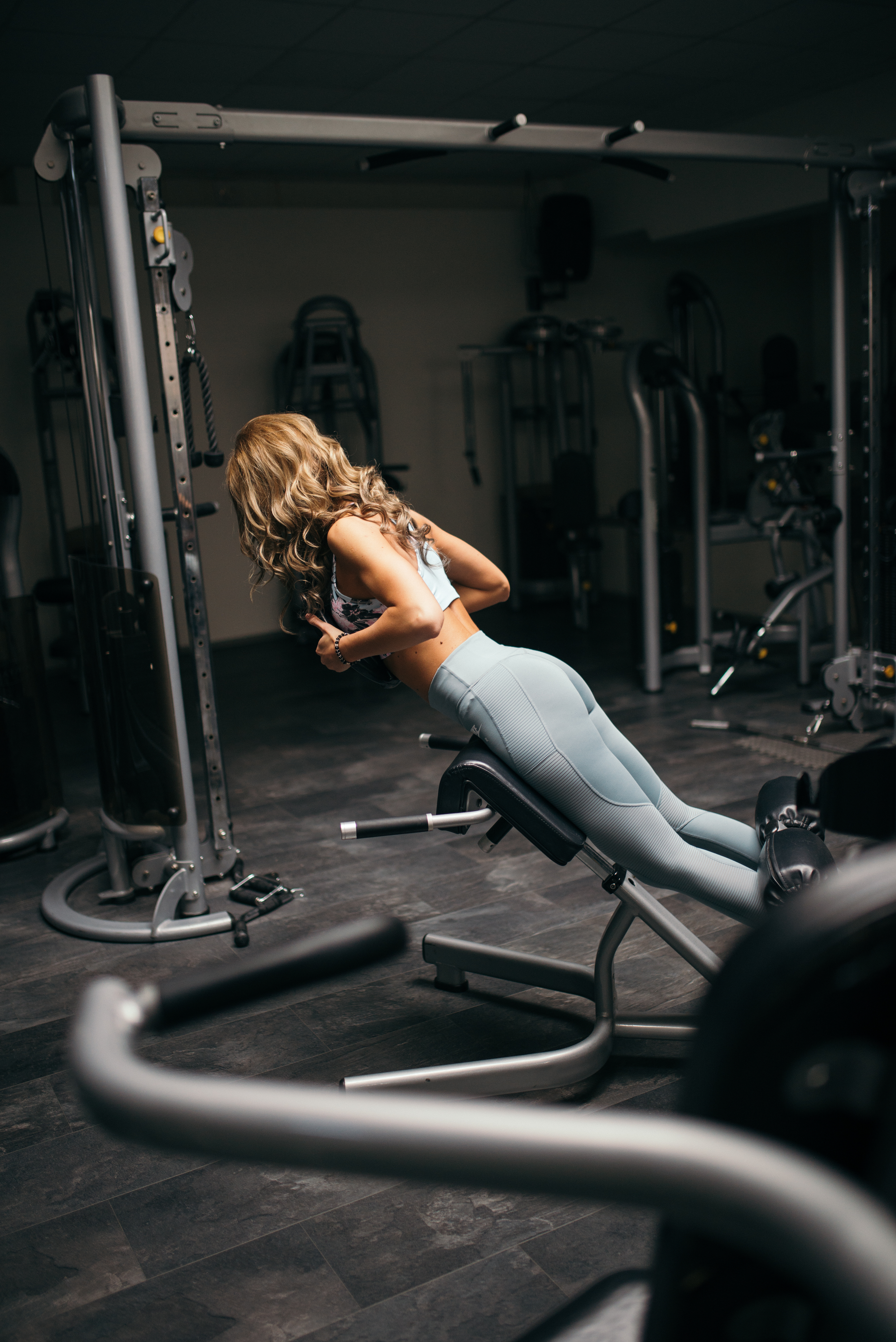
Ejemplo de un ejercicio de fuerza en un gimnasio

Los deportes de fuerza son deportes en los cuales los participantes deben demostrar su fuerza de diferentes formas.
El grado en que la habilidad más importante para un deporte de fuerza es la fuerza física u otras (como la velocidad) es distinto en cada uno de los deportes (por ejemplo, entre la halterofilia y el atletismo de fuerza).
Se pueden incluir entre los deportes de fuerza (entre paréntesis, nombres alternativos, locales o en otros idiomas):
- Halterofilia (levantamiento olímpico de pesas). Incluye la fuerza y la técnica para levantar una barra cargada de pesas desde el suelo hasta situarla por encima de la cabeza.

- Pulsear (“echar un pulso”, “pulseada” o “vencidas”). Codos sobre una mesa; se agarran fuertemente las manos y se intenta que la mano del adversario toque la mesa.

- Juego de la soga (sokatira). Dos equipos, cada uno con ocho competidores; deben luchar unos contra otros tirando de una soga.

- Levantamiento de potencia (powerlifting). Se usa la fuerza máxima para hacer tres ejercicios con pesas llegando hasta la altura de los hombros: el press de banca, las sentadillas y el peso muerto.

- Atletismo de fuerza (strongman). Considerado como uno de los más completos, en el que se usa fuerza, resistencia, velocidad y habilidad para agarrar objetos de formas irregulares. De este deporte nace la competición denominada “El hombre más fuerte del mundo”.

- Levantamiento de piedras (lifting stone, harri-jasotze). Incluye la fuerza y la habilidad para levantar grandes piedras desde el suelo. También está incluido dentro de “El hombre más fuerte del mundo”.

- Lanzamiento de peso. Arrojar una bola de acero u otro objeto pesado la mayor distancia posible.

- Fuerza de agarre. Fuerza utilizada con la mano para apretar o suspender objetos en el aire. Los eventos incluyen levantamiento de peso muerto con una mano, doblar clavos, apretar aparatos de agarre, etc.
- Macelifting. El entrenamiento con martillo o maza, los swings o balanceos 10 a 2 y 360°, que a pesar de estar de moda en el mundo del fitness en los últimos 5 años, no son movimientos nuevos; los luchadores del norte de la India realizan swings con maza desde hace décadas (uno de los deportistas de élite de esta modalidad nos lo cuenta en este artículo) está teniendo un gran avance en los últimos tiempos esta nueva modalidad.